# 11 Armia (ZSRR)
11 Armia (ros. 11-я армия) – związek operacyjny Armii Czerwonej z okresu II wojny światowej

## Historia
Dowództwo armii zostało sformowane 07.09.1939 roku na bazie Mińskiej Armijnej Grupy Operacyjnej w Białoruskim Specjalnym Okręgu Wojskowym.
Od 17 września 1939 wraz z wojskami III Rzeszy i Słowacji 11 Armia brała udział w kampanii wrześniowej w składzie Frontu Białoruskiego. W czerwcu 1941 roku w składzie Frontu Północno-Zachodniego broniła terytorium Związku Radzieckiego atakowanego przez wojska III Rzeszy i jej satelitów.
Armia uczestniczyła w bitwie kurskiej (5 lipca – 23 sierpnia 1943) w czasie której dowództwo frontu tworzyli następujący oficerowie: dowódca Iwan Fiediuninski, szef sztabu N. Korniejew, członkowie rady wojennej S. Pankow i F. Prudnikow oraz szef zarządu politycznego W. Szabanow.
Armia rozformowana została w końcu grudnia 1943 roku.

## Dowódcy armii
Dowódcy:
- komdiw Nikifor Miedwiediew – 09.1939 – 07.1940
- gen. por. Wasilij Morozow[4] – 26.07.1940 – 18.11.1942
- gen. por. Pawieł Kuroczkin – 18.11.1942 – 15.03.1943
- gen. por. Anton Łopatin – 15.03.1943 – 14.07.1943
- gen. por. Iwan Fiediuninski – 14.07.1943 – 23.12.1943

Szefowie sztabu:
- płk Kuźma Sazonow[1].

## Struktura organizacyjna
Skład we wrześniu 1939:
- 16 Korpus Piechoty
  - 2 Dywizja Piechoty
  - 25 Dywizja Piechoty
  - 100 Dywizja Piechoty
- 3 Korpus Kawalerii
  - 2 Dywizja Kawalerii
  - 25 Dywizja Kawalerii
  - 100 Dywizja Kawalerii
  - 6 Brygada Pancerna

Skład 22 czerwca 1941 roku:
- 23 Dywizja Piechoty
- 126 Dywizja Piechoty – gen. mjr Michaił Kuzniecow
- 128 Dywizja Piechoty
- 10 Brygada Artylerii Przeciwpancernej – płk Maksim Jegorow
- 16 Korpus Strzelecki
- 29 Korpus Strzelecki (litewski) – gen. mjr Aleksandr Samochin
  - 179 Dywizja Piechoty – płk Aleksandr Ustinow
  - 184 Dywizja Piechoty – płk Matwiej Winogradow
- 3 Korpus Zmechanizowany
- oraz: 270, 448 i 615 pułk artylerii, 110 pułk haubic ciężkich, 429 pułk artylerii haubic, 19 i 247 samodzielny dywizjon przeciwlotniczy, 38 Samodzielna Brygada Saperów, 42 Szawelski Rejon Umocniony, 45 – Rejon Umocniony i 46[6].